# Enrique Baquerizo Moreno
Enrique Baquerizo Moreno fue un aristócrata, político y terrateniente ecuatoriano nacido en la ciudad de Guayaquil el 15 de julio de 1861 y falleció en la misma el 23 de noviembre de 1946 a los 85 años de edad. 

## Biografía
Su padre fue José María Baquerizo Noboa quien era primo político del presidente Gabriel García Moreno, desempeñando en su gobierno el Ministerio de Hacienda y que falleció debido a un infarto mientras realizaba sus labores ministeriales. Su madre fue Rosario Moreno Ferruzola, dueña de la Hacienda Los Moreno.
Con tan solo 17 años ingreso al Cuerpo de Bombero que en 1837 había fundado Vicente Rocafuerte, luciéndose como bombero raso en la compañía llamada en ese entonces "Guardia de Propiedad", luego fue ascendido al grado de Ayudante y paso a la compañía Avilés No 12, luego es llamado a comandante de la Bolívar No 10. Propuesto la creación de la Sección auxiliar donde tenían que intervenir los extranjeros avecinados en la ciudad, proyecto que sería aceptado por el primer jefe Carlos Caamaño. También comandando la Compañía Salamandra y para 1890 el cargo de 2.º Jefe. En febrero de 1895 es designado por el Gobierno Nacional 1.er Jefe del Cuerpo de bomberos en una época donde existían pocos recursos para llevar la obra pública.
Tomó parte en el año 1883 en la guerra de la Restauración contra el dictador Ignacio de Veintimilla, se enlistó en las Fuerzas Restauradoras de la Costa comandada por el general Eloy Alfaro. Participó en la toma de Guayaquil del 9 de julio de 1883. Ya siendo presidente José María Plácido Caamaño, fue ratificado en el grado de coronel. Separado del ejército le ofrecieron el cargo de Guarda Almacén de la Aduana el cual no aceptó, en 1884 fue socio de la Sociedad Filantrópica del Guayas. 
En 1889 presentó un acuerdo que disponía traer los restos mortales de Juan Montalvo que había fallecido en París.
Fue periodista y editor del periódico La Lucha, en 1888 del periódico liberal Diario de Avisos y en 1895 era redactor del Grito del Pueblo. Cuando se desató el gran incendio de 1896, luchó combatiendo el flagelo. 
En 1905 apoyó la candidatura presidencial de Lizardo García que triunfó y cuándo estalló en Riobamba la revolución el 1 de enero de 1906 liderada por Eloy Alfaro, Enrique Baquerizo Moreno, se sumó al partido de su hermano Alfredo Baquerizo Moreno, quien ejercía de vicepresidente de la república y había formado un gobierno leal en Guayaquil, apoyándole con sus trabajadores de la hacienda Villanueva y tras varios combates callejeros que duraron dos días fueron derrotados por el bando alfarista comandado por Emilio Arévalo. Triunfante la revolución, Alfaro fue elegido presidente para un segundo período.
El 19 de julio de 1907, Enrique Baquerizo Moreno fue uno de los conspiradores que intentó asesinar al presidente Eloy Alfaro en la Gobernación del Guayas. Fracasada la conspiración fue desterrado a España regresando al país cuándo el régimen de Alfaro cayó en 1911.
En 1912 fue intendente general de Policía del Guayas. En 1918 presidió el Concejo Cantonal de Guayaquil y en 1920 fue senador por la provincia. Como senador lideró la oposición al presidente José Luis Tamayo.
En 1929 presidió el Consejo Provincial del Guayas. Para 1932 ocupa nuevamente las funciones de senador y votó en contra de la calificación del presidente electo Neptalí Bonifaz. Elegido presidente del Concejo Cantonal de Guayaquil en 1936.
Llegó a ser considerado para la candidatura presidencial en las elecciones presidenciales de 1938 pero se excusó en favor de Aurelio Mosquera Narváez.
En 1940 ocupó la Gobernación del Guayas durante el gobierno de Carlos Arroyo del Río, el mismo que cayó en la revolución del 28 de mayo de 1944.
Su casa estuvo ubicada en la calle Pedro Carbo detrás de la iglesia de la Merced, la cual fue derrumbada debido a que parte de su estructura colapso.
El municipio en su honor colocó un busto en el sector de Puerto Santa Ana.